# 治平寺遗址
治平寺遗址，位于江苏省苏州市上方山，年代为新石器时代。为苏州市文物保护单位。
治平寺遗址以上方山治平寺得名，于1956年被文物普查发现。该地区出土到新石器时代良渚文化至春秋时期的石器、陶器及红铜器等。北侧有春秋时期吴城遗址，亦出土类似文物。